# Piper Halliwell
Piper Halliwell je imaginarni lik WB-ove tv serije Čarobnice, a rođena je 7. kolovoza, 1973. u San Franciscu, Kalifornija, kao drugo dijete Patricie Halliwell i Victora Bennetta. Ima moć da zamrzne vrijeme,a kasnije je dobila moć da raznese stvari. Nekoć je radila u banci, ali ju je baka natjerala da odustane. Nakon nekog vremena otvorila je vlastiti lokal "P3", pošto obožava kuhanje. Udana je za svog Wightlightera Lea, s kojim kasnije dobije dijete.

## Život kao Čarobnica
Nakon otkrića da su Čarobnice, Piper je isprva bila šokirana i smetale su joj njene moći jer se bojala da će nekog ozlijediti. Na početku je još bila nesvjesna svoje moći i ponekda joj se dogodilo da zamrzne vrijeme slučajno. Ako bi joj ruke bile vezane, Piper bi bila bez moći. Isprva je mogla zamrznuti samo ono što je u njenoj neposrednoj blizini i to u trajanju od par sekundi. Kasnije je naučila kako zamrznuti samo određene osobe, npr. samo nevine koje spašava ili određeni dio predmeta. To zamrzavanje je trajalo duže, a moglo se upotrijebiti i na puno većem području oko nje. Kasnije je stekla moć da raznese predmete i tu je moć mogla još korisnije upotrijebiti u borbi. Njene moći su usko vezane uz njene emocije, tako da može nesvjesno upotrijebiti neku od tih moći kad se naljuti. Piper je najtalentiranija za spravljanje čarobnih napitaka.

## Ljubavni život
Zaljubljivala se u duha, u bankara, građevinskog radnika, vatrogasca i na kraju u njenog Whitelightera Lea Wyatta za kojeg se kasnije udala. Na neko vrijeme su prekinuli jer njihova veza nije mogla podnijeti različitosti u sudbinama (Piper je vještica, a Leo Whitelighter). Piper je tada godinu dana hodala sa svojim susjedom Danom Gordonom, ali se opet vratila Leu. Piper i Leo su se ipak morali suočiti s posljedicama svoje zabranjene romanse. Starješine su zabranjivale tu vezu i dale Leu ultimatum da bira između svoje karijere kao Whitelighter ili ljubavi prema Piper. No Leo je odabrao Piper i zaprosio ju, a ona je nakon dugog premišljanja pristala. Kad su starješine za to saznale oduzele su im Lea i nisu im dopuštali da se vide. Piper je u ljutnji odlučila da će prestati biti vještica. Ali shvati da je to nemoguće zbog svih nevinih koje mora štititi, a starješine su joj odlučili vratiti Lea i dopustiti im da dokažu da njihova veza može opstati. Vjenčao ih je duh Piperine bake Penny Halliwell koja je dobila dopuštenje da jedan dan bude na Zemlji. Piper i Leo imaju troje djece; Wyatta Matthewa Halliwella, Christophera Perryja Halliwella i Melindu Halliwell.

## Profil
Piper Halliwell je srednja sestra u obitelji Halliwell. Emotivna je, s jako izraženim osjećajem za dobro. Ona je uvijek svojevrsni glas razuma u obitelji i uvijek čini samo ono što je ispravno. Nikako ne želi miješati svoje moći u svoj normalni život, ali stvari su ponekad izmicale kontroli. U seriji je bila klinički "mrtva" čak devet puta. Imala je najmanje sreće u ljubavi od svih sestara, sve dok nije upoznala Lea. Na početku serije je radila u banci, ali je njena baka zahtijevala da odustane. Radila je i kao glavna kuharica u luksuznom restoranu, sve dok nije odlučila otvoriti lokal "P3". Nakon tragične smrti sestre Prudence, Piper je postala odlučnija i s jačim karakterom.